# Näsvikens IK
Näsvikens IK, grundad 22 maj 1950, är en idrottsförening i Forsa socken, Hudiksvalls kommun, Hälsingland. Orsaken till att klubben över huvud taget bildades var osämja inom Forsa IF, då invånarna och idrottsutövarna från den norra delen av socknen, d.v.s. de bosatta i närheten av Näsviken, kände sig åsidosatta. Detta gällde till exempel då val av spelartrupp utsågs i Forsa IF. 
De huvudsakliga verksamheterna är fotboll och längdskidåkning. Tidigare har klubben även bedrivit bland annat ishockey- och friidrottsverksamhet. Mest känd är klubben för att den är Tomas Brolins moderklubb. I denna klubb har även GIF Sundsvalls förre målvakt Fredrik Sundfors spelat. Fotbollslagets hemmaplan heter Forssåtunet men kallas i folkmun endast för "Tunet". Här har storheter som IFK Norrköping och Parma FC spelat, detta under den tid Tomas Brolin var aktiv i klubbarna. Då slogs också publikrekordet på "Tunet" med 8 023 åskådare, något som aldrig tidigare var skådat på en arena i Hälsingland. Knattefotboll och ett herrlag som 2017 kvalificerade sig för spel i division 4 under nästkommande säsong är vad NIK, som klubben kallas, stoltserar med. 